# Oedothorax pallidus
Oedothorax pallidus là một loài nhện trong họ Linyphiidae.
Loài này thuộc chi Oedothorax. Oedothorax pallidus được Friedrich Wilhelm Bösenberg miêu tả năm 1902.